# Valentinijanova dinastija
 Valentinijanova'dinastija je bila rimska vladajuća dinastija koju je 364. osnovao Valentinijan I.
Dinastiju je nasljedila Teodozijeva dinastija, na istoku nakon smrti Valensa 378., a na Zapadu nakon Valentinijana II. 392.
Osnivač Teodozijeve dinastije Teodozije I. Veliki bio je drugi put oženjen s Galom kćeri Valentinijana I.

## Carevi Valentinijanove dinastije
- Valentinijan I., na Zapadu (364. – 375.)
- Valens, na Istoku (364. – 378.)
- Gracijan, na Zapadu (375. – 383.; suvladar od 367.)
- Valentinijan II., na Zapadu (375. – 392.)